# Триплет (об'єктив)

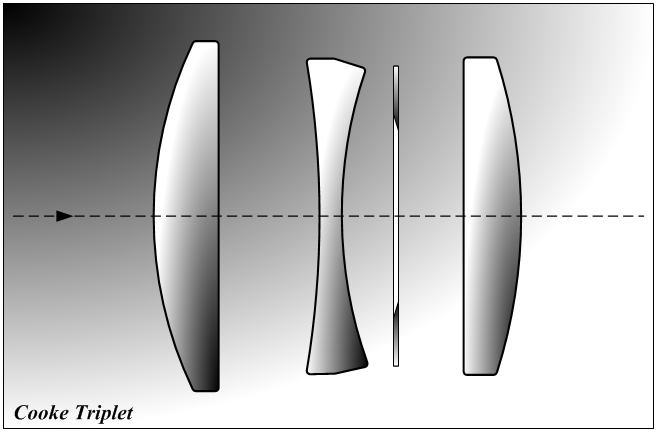

Триплет, або Триплет Кука — тип об'єктива розробленого та запатентованого Денісом Тайлором (англ. Dennis H. Taylor) у 1893 році, який працював головним інженером у компанії Cooke of York. Це була перша у світі оптична схема, яка дозволяла виправити оптичну дисторсію та інші аберації.
Об'єктиви, побудовані за оптичною схемою триплет часто використовувались різними виробниками у недорогих камерах. Прикладом радянських об'єктивів, побудованих за схемою триплет, є об'єктив Т-43 фотоапарата «Смена-8М».